# Phalacrus sayi
Phalacrus sayi is een keversoort uit de familie glanzende bloemkevers (Phalacridae). De wetenschappelijke naam van de soort werd in 1889 gepubliceerd door Thomas Lincoln Casey.